# 海河镇
海河镇，是中华人民共和国江苏省盐城市射阳县下辖的一个乡镇级行政单位。

## 行政区划
海河镇下辖以下地区：
海湾社区、海关社区、六份社区、新运村、川彭村、彭庄村、烈士村、塘洼村、复兴村、高华村、陡港村、巨星村、跃华村、革新村、华北村、条海村、陈墩村、永坛村、三河村、健康村、宏丰村、大有村、花元村、小沙村、阜中村、沙东村、同丰村和缪港村